# 粗毛杜鹃
粗毛杜鹃（学名：Rhododendron habrotrichum）为杜鹃花科杜鹃花属下的一个种。

## 扩展阅读
- 維基物種上的相關：粗毛杜鹃